# Capparis maroniensis
Capparis maroniensis là một loài thực vật có hoa trong họ Capparaceae. Loài này được Benoist mô tả khoa học đầu tiên năm 1919.